# Striatoppia modesta
Striatoppia modesta är en kvalsterart som beskrevs av Sandór Mahunka 1988. Striatoppia modesta ingår i släktet Striatoppia och familjen Oppiidae. Inga underarter finns listade i Catalogue of Life.